# Spring Bay (Illinois)
Pour les articles homonymes, voir Spring Bay.
Spring Bay est un village situé à l'ouest du comté de Woodford, dans l'Illinois, aux États-Unis,. Il est incorporé le 15 février 1939.

## Démographie
Lors du recensement de 2010, le village comptait une population de 452 habitants. Elle est estimée, en 2016, à 459 habitants.

### Source de la traduction
- (en) Cet article est partiellement ou en totalité issu de l’article de Wikipédia en anglais intitulé « Spring Bay, Illinois » (voir la liste des auteurs).